# Chrysler Building
O Chrysler Building (em português:  Edifício Chrysler) é um arranha-céu edificado em Nova York, nos Estados Unidos, figurando, atualmente, como o terceiro edifício mais alto da cidade, o sétimo mais alto do país e o 60º maior do mundo, com 319 m (1 047 ft)
Inaugurado em 1930, foi o edifício mais alto dos EUA e do mundo (superando a Torre Eiffel como a maior estrutura já construída, na época), quando foi inaugurado, porém, perdeu este título apenas um ano depois, para o Empire State Building, também em Nova York. O sistema estrutural utilizado é a estrutura metálica. É também a estrutura de tijolos mais alta do mundo.
Foi designado, em 8 de dezembro de 1976, um edifício do Registro Nacional de Lugares Históricos bem como, na mesma data, um Marco Histórico Nacional.

## História

### Projeto
O Edifício Chrysler foi concebido por William Van Alen para sediar a empresa automobilística norte-americana Chrysler. Quando foi anunciada o planejamento para a construção do prédio em 19 de setembro de 1928, ocorreu uma forte competição entre arquitetos da cidade para construir "o arranha-céu mais alto do mundo", como chamavam os idealizadores do projeto. Apesar da disputada vaga de arquiteto chefe e do desejo de construir um prédio recordista, o ritmo da construção foi natural e não houve acidentes com mortes.
O projeto original de Van Alen foi chamado de "joia decorativa com coroa de vidro". Van Alen também incluiu janelas no topo do prédio, o que fez parecer que o prédio fosse uma lanterna flutuante no centro de Nova Iorque. No projeto original, o prédio deveria ter aproximadamente 246 metros de altura, porém as ideias de Van Alen se revelaram muito à frente da época, então Van Alen passou a trabalhar junto com Walter P. Chrysler, presidente da Chrysler Automobile Corporation, que determinou uma outra altura para a construção, que seria de 282 m (925,2 ft). Walter Chrysler acrescentou uma dezena de detalhes arrojados no projeto do prédio, alguns associados aos carros que a Chrysler produzia na época, como o Plymouth).

### Construção
A construção teve início em 19 de setembro de 1928. No total cerca de 3 826 000 tijolos foram usados na construção. Mesmo antes de sua conclusão, o Edifício Chrysler já competia com outro prédio a ser construído em Manhattan, o The Trump Building projetado por H. Craig Severance. Craig Severance determinou uma altura maior para o seu projeto e mais tarde alegou que este seria o prédio mais alto do planeta (sem contar as estruturas não habitáveis). Em resposta, Van Alen incluiu 56 metros na antena de seu projeto, que foi construída de dentro para fora do prédio. A antena foi concluída após quatro etapas de construção. Em 23 de outubro de 1929, a antena foi concluída no exterior do domo do edifício.

### Conclusão
O prédio foi concluído em 28 de maio de 1930, ultrapassando o seu rival, o The Trump Building, e a Torre Eiffel. Aberto ao público em 17 de maio de 1931, o Edifício Chrysler foi a primeira estrutura habitável a ultrapassar a altura de 1 000 ft (304,8 m), porém apenas um ano depois da sua conclusão, o Chrysler foi superado pelo arrojado Empire State Building. Embora tenha sido superado no seu recorde mundial, o Chrysler Building ainda é considerado a mais alta estrutura de tijolos do planeta.

## Galeria de imagens

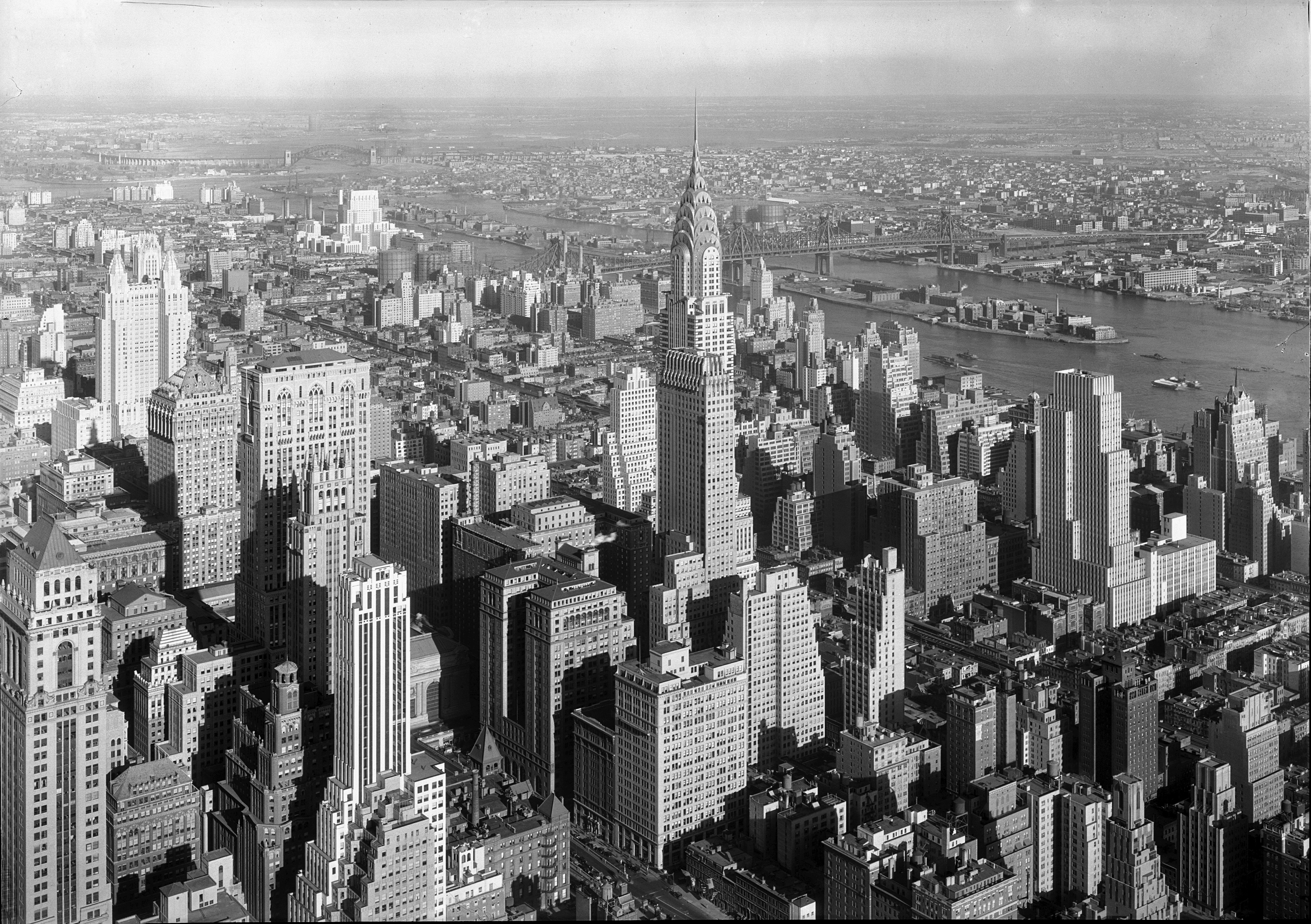
O Edifício Chrysler em 1932.
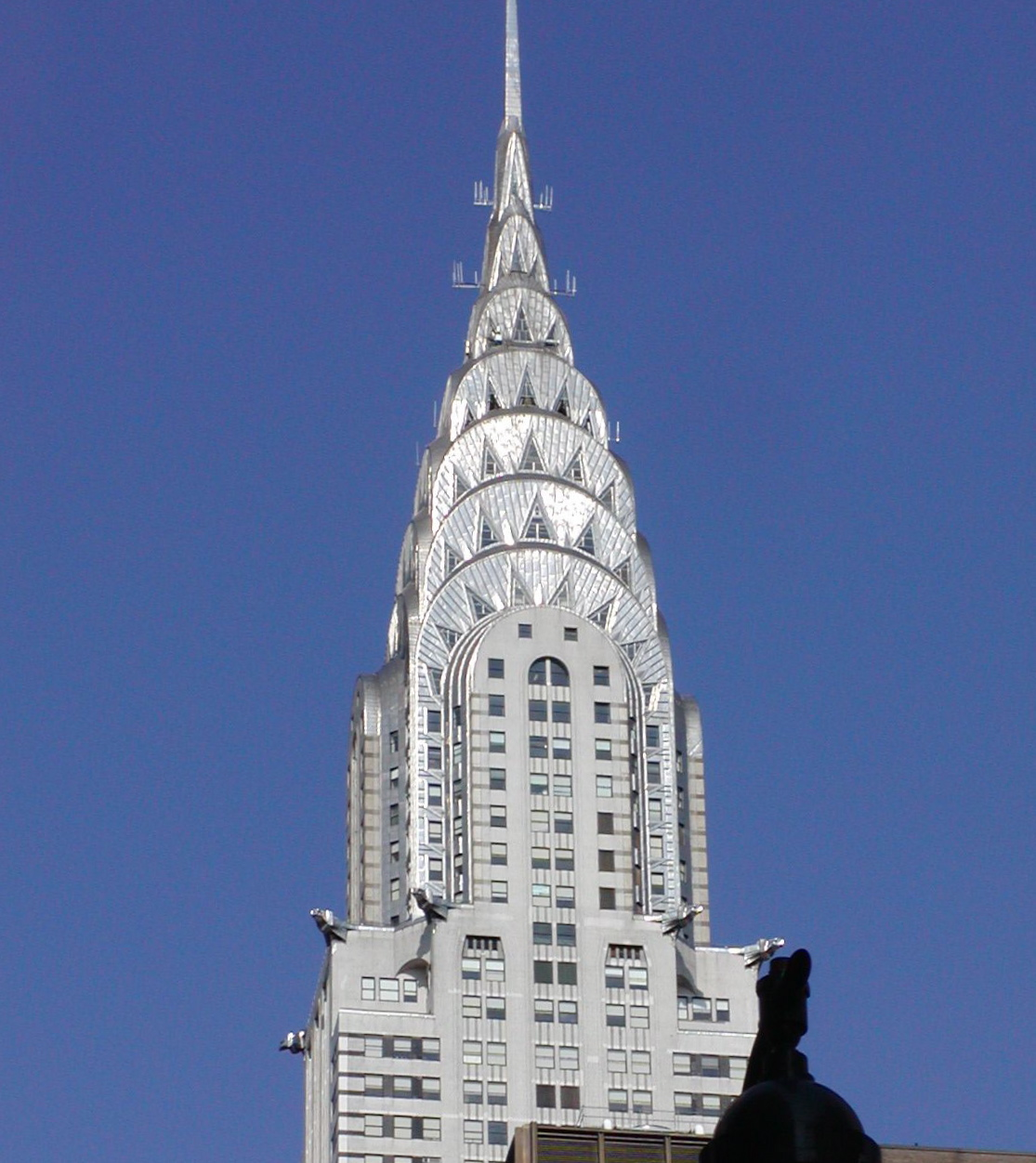
Antena do prédio.
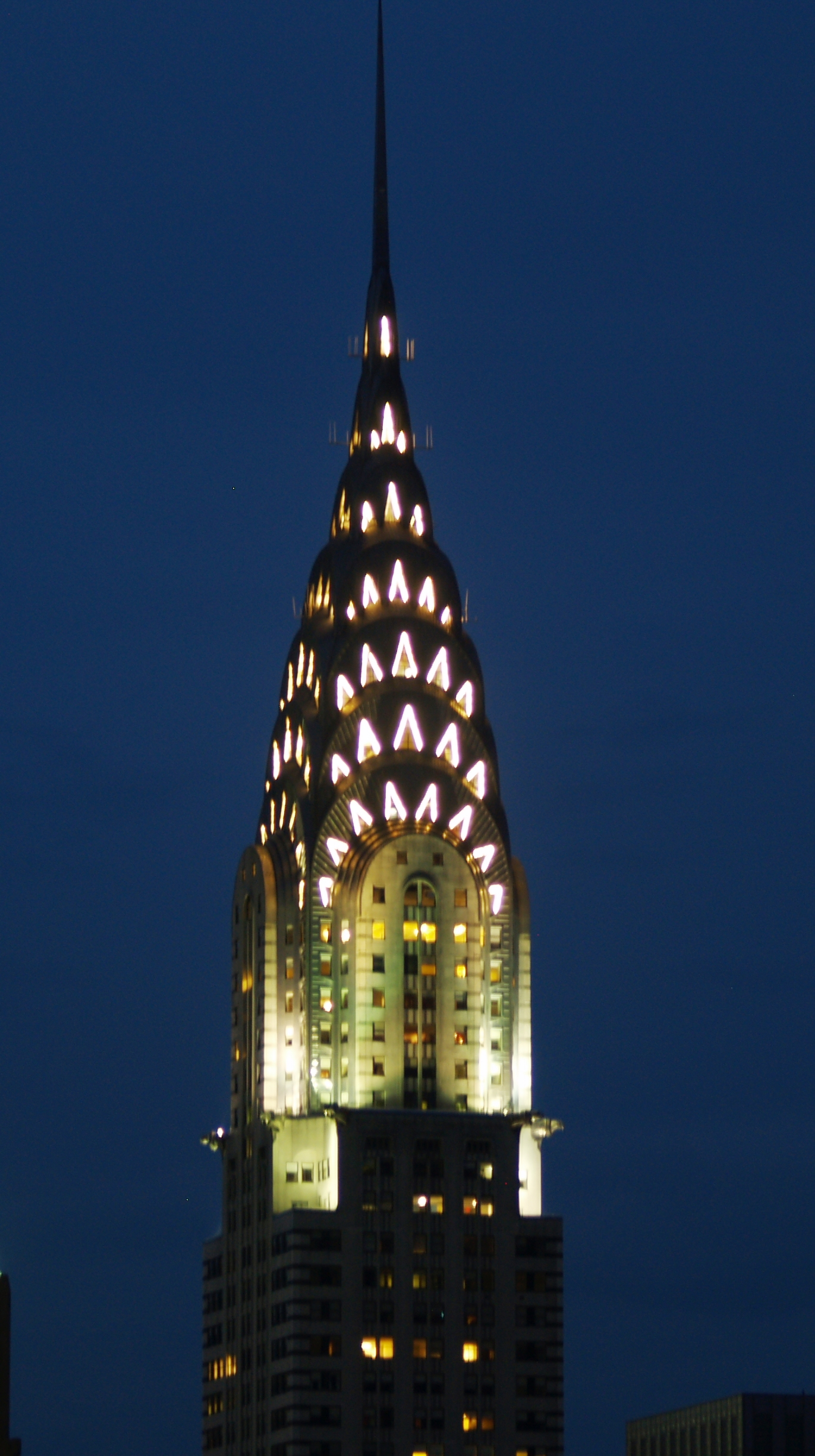
Chrysler Building à noite.
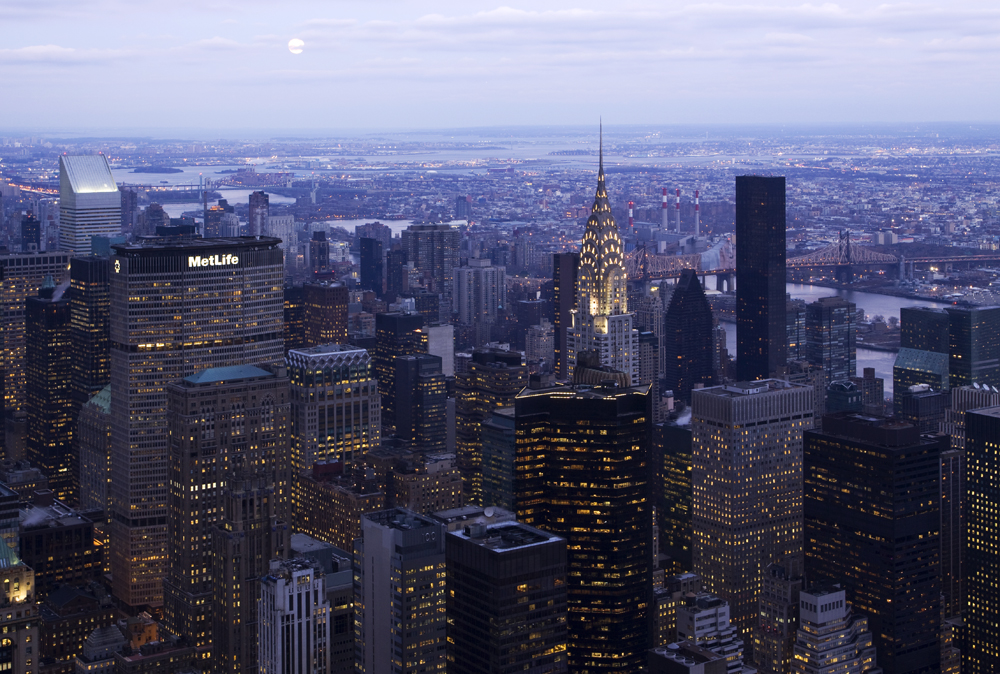